# Buena Vista Social Club
Buena Vista Social Club — музыкальный проект, созданный по инициативе американского музыканта и композитора Рая Кудера, своего рода сборная команда кубинских эстрадных музыкантов старой школы, пик популярности которых пришёлся на период, предшествовавший кубинской революции 1959 года. Название проекта (в англизированной форме) было позаимствовано у популярного клуба, существовавшего в Гаване в 1940-х годах. Первоначальной целью проекта было сохранение музыкальной культуры Кубы «старой школы» (1930-е—1940-е годы) для потомков. В настоящее время «Buena Vista Social Club» — успешный музыкальный бренд, объединяющий значительное количество музыкантов, выступающих как вместе (под названием оркестр «Buena Vista Social Club»), так и по отдельности.
Первый альбом проекта, также названный «Buena Vista Social Club», вышел в 1997 году. Большинству музыкантов ансамбля на тот момент было за 70 лет. В 2003 году журнал Rolling Stone внёс данный альбом в список 500 лучших альбомов всех времён под номером 260.
Славу «Buena Vista Social Club» удвоил кинорежиссёр Вим Вендерс, снявший в 1998 году одноимённый фильм, посвящённый проекту. На многочисленных кинофестивалях фильм неоднократно признавался лучшей документальной лентой и удостоился престижных наград.

## Дискография
- Buena Vista Social Club (16 сентября, 1997): World Circuit / Nonesuch Records.

### Сольные альбомы
Последующая дискография включает в себя сольные альбомы, выпущенные участниками проекта «Buena Vista Social Club» под этой маркой.
- Рубен Гонсалес
  - Introducing… Rubén González (17 сентября, 1997). Elektra Records/Asylum Records. (Участники: Рай Кудер, Мануэль Гальбан, Орландо «Качаито» Лопес и Мануэль «Гуахиро» Мирабаль.)
  - Chanchullo (17 сентября, 2000). Elektra Records. (Участники: Джоаким Кудер, Элиадес Очоа, Ибраим Феррер и Амадито Вальдес.)
- Торрес, Барбарито
  - Havana Cafe (6 апреля, 1999). Atlantic Records. (Участники: Мануэль «Гуахиро» Мирабаль, Ибраим Феррер, Пио Лейва и Омара Портуондо.)
- Ибраим Феррер
  - Buena Vista Social Club Presents: Ibrahim Ferrer (8 июня, 1999). World Circuit / Nonesuch Records. (Участники: Рубен Гонсалес, Рай Кудер, Мануэль Гальбан и Орландо «Качаито» Лопес.)
  - Buenos Hermanos (18 марта, 2003). Nonesuch Records.(Участники: Рай Кудер, Мануэль Гальбан и Орландо «Качаито» Лопес.)
  - Mi sueño (26 марта, 2007). World Circuit.(Участники: Орландо «Качаито» Лопес, Мануэль Гальбан, Рубен Гонсалес, Мануэль «Гуахиро» Мирабаль, Омара Портуондо и Амадито Вальдес.)
- Элиадес Очоа
  - Sublime illusion (29 июнь, 1999). Higher Octave/Virgin. (Участники: Квартет «Патриа», Рай Кудер, Джоаким Кудер, Дэвид Идальго, Чарли Масселвайт.)
  - Tribute to the Cuarteto Patria (Higher Octave/Virgin, 2000) (Участник: Квартет «Патриа».)
  - Estoy Como Nunca (Higher Octave/Virgin, 2002) (Участники: Квартет «Патриа», Рауль Мало, Дэвид Идальго.)
- Омара Портуондо
  - Buena Vista Social Club Presents: Omara Portuondo (25 апреля, 2000). World Circuit / Nonesuch Records. (Участники: Пио Лейва, Рубен Гонсалес, Орландо «Качаито» Лопес, Элиадес Очоа, Компай Сегундо и Амадито Вальдес.)
  - Flor de amor (25 май, 2004). World Circuit / Nonesuch Records. (Участники: Барбарито Торрес, Орландо «Качаито» Лопес и Мануэль Гальбан.)
- Орландо «Качаито» Лопес
  - Cachaíto (22 мая, 2001). Elektra Records/Asylum Records. (Участники: Хуан де Маркос Гонсалес, Амадито Вальдес и Ибраим Феррер.)
- Амадито Вальдес
  - Bajando gervasio (10 декабря, 2002). Primienta Records.(Участник: Барбарито Торрес.)
- Мануэль «Гуахиро» Мирабаль
  - Buena Vista Social Club Presents: Manuel «Guajiro» Mirabal (4 января, 2005). Nonesuch Records. (Участники: Ибраим Феррер, Пио Лейва, Орландо «Качаито» Лопес, Омара Портуондо, Хуан де Маркос Гонсалес и Мануэль Гальбан.)
- Прочие артисты
  - Rhythms del Mundo: Cuba (14 ноября, 2006). Hip-O. (Участники: Ибраим Феррер, Орландо «Качаито» Лопес, Барбарито Торрес, Амадито Вальдес, Омара Портуондо, Coldplay, Arctic Monkeys, Dido, Quincy Jones, Kaiser Chiefs, Radiohead, U2 и Jack Johnson.)

## Фильм
В 1999 году вышел одноимённый документальный фильм, рассказывающий о кубинской музыке вообще, и о том, как Рай Кудер собирал музыкантов коллектива для записи CD и концертов в США, в частности. Также, в фильм были включены интервью с основными членами группы. Режиссёром фильма выступил давний друг Кудера — Вим Вендерс. В 2000 году фильм был номинирован на «Оскара» как лучший документальный фильм. В наградах фильма также числится звание «лучший документальный фильм» Европейской киноакадемии, и другие.